# Говея (Алфандега-да-Фе)
Говея (порт. Gouveia) — бывший район (фрегезия) в Португалии, входил в округ Браганса. Являлся составной частью муниципалитета Алфандега-да-Фе. По старому административному делению входил в провинцию Траз-уш-Монтиш и Алту-Дору. Входил в экономико-статистический субрегион Алту-Траз-уш-Монтеш, который входит в Северный регион. Население составляло 149 человек на 2001 год. Занимал площадь 17,69 км².
При реорганизации 2012-2013 годов был объединён с Эусизией и Валверде.